# Сизрань
Си́зрань (чув. і рос. Сы́зрань, заст. чув. Сисрĕн, тат. Сызран) — місто в Росії, адміністративний центр Сизранського району Самарської області.

## Історія
Сизрань була заснована у 1683, як фортеця на місці Сизранського городища (4 століття до Р. Х.), приблизно за 110 км на захід від Самари, біля злиття річок Волги і Сизранки. Фортеця входила в Сизранську засічну межу. У 1796 перетворена в місто Сизрань. В 1874 була побудована Сизрансько-Вяземська, в 1876 - Батраки-Оренбурзька, в 1898 - Московсько-Рязанська залізниці. Сизрань була великим перевалочним пунктом вантажів із залізниць на Волзькі судна і навпаки. У 1880 за 18 км вище Сизрані був відкритий Сизранський (Олександрівський) міст через Волгу - найбільший у Європі в XIX столітті (наразі в межах міста Октябрьськ). Наприкінці XIX століття в Сизрані головною галуззю промисловості була борошномельна. У 1920-1930 рр.. були побудовані: ГРЕС (1929), Кашпірський сланцевий комбінат (1932), створений Суранський нафтопромисел (1937), відкриті швейна та меблева фабрики (1935), завод харчових концентратів (1936). У роки Великої Вітчизняної війни та в післявоєнний період промисловість міста також інтенсивно розвивалась. 
Сучасна Сизрань є великим індустріальним містом з розвиненою хімічною і нафтопереробною промисловістю, а також є важливим транспортним вузлом Самарської області. Вона також є найбільшим вузлом Куйбишевської залізниці — в ній сходиться 6 напрямків залізниць. Місто витягнуте уздовж Волги на 27 км, і складається з декількох великих частин, зв'язаних між собою одним-двома шляхами.

## Економіка
У місті працюють такі підприємства:
- Сизрано-Октябрський вузол КБШ ЖД ОАО "РЖД"
- ВАТ «Сизранський нафтопереробний завод» (входить у групу «Роснафта»)
- завод «Пластик»
- завод «Тяжмаш»
- завод «Сызраньсельмаш»
- автоскладальний завод «РосЛада» (належить групі «Сок»)
- меблева фабрика
- швейна фабрика
- фабрика «Обувьпром»
- завод харчових концентратів

## Транспорт
Велика частина перевезень виконується муніципальними, відомчими і комерційними автобусами (46 маршрутів), що зв'язують всі частини міста між собою. Крім того, в Сизрані є один тролейбусний маршрут, причому тролейбусна мережа Сизрані — одна з наймолодших в Росії, вона була відкрита 1 вересня 2002. У місті також є два залізничні вокзали (станції Сизрань-1 і Сизрань-Город), автовокзал, річковий вокзал і річковий вантажний порт. В межах містах через Волгу споруджено Сизранський міст

## Відомі люди
- Зон Борис Вульфович (1898—1966) — театральний режисер і педагог
- Островський Аркадій Ілліч (1914—1967) — радянський композитор-пісняр
- Іонова Наталія Іллівна (* 1986) — російська співачка більш відома як Глюк'OZA
- Павлов Валерій Анатолійович (* 1986) — російський футболіст, півзахисник.
- Скрипко Ігор Сергійович (1991) — актор театру і кіно.
- Песков Олександр Васильович   (1965) — актор театру і кіно.